# Batalha de Andrasso
A Batalha de Andrasso (Andrassos) ou Adrasso (Adrassos) foi travada no outono de 960 num passo montanhoso não identificado nos montes Tauro, entre os bizantinos liderados por Leão Focas, o Jovem e as forças do Emirado de Alepo hamadânida sob o emir Ceife Adaulá. Tomando vantagem da ausência de boa parte do exército bizantino em campanha contra o Emirado de Creta, o príncipe hamadânida invadiu profundamente Ásia Menor. Em seu retorno, contudo, seu exército foi emboscado por Leão Focas no passo e Andrasso. Ceife Adaulá escapou com dificuldade, mas seu exército foi aniquilado. Após uma série de derrotas bizantinos nos anos anteriores, essa batalha finalmente quebrou o poder do Emirado hamadânida.

## Antecedentes
Em meados do século X, após um período de expansão na fronteira oriental às custas dos emirados fronteiriços, o Império Bizantino foi confrontado pelo poder do príncipe Ceife Adaulá. Em 945, Ceife Adaulá fez Alepo sua capital e logo estabeleceu sua autoridade através do norte da Síria, boa parte da Jazira e os distritos fronteiriços sobreviventes (tugur). Comprometido com o espírito da jiade, o governante hamadânida emergiria como o principal inimigo dos bizantinos, que ridicularizaram-o como o "ímpio Hamadã", durante as duas décadas seguintes: pelo tempo de sua morte em 967, diz-se que lutou contra eles em mais de 40 batalhas.
Após seu estabelecimento em Alepo, no inverno de 945–946, Ceife Adaulá recomeçou o antigo costume muçulmano de lançar raides anuais em solo bizantino. Essa primeira operação foi de pequena amplitude e foi seguida por uma troca de prisioneiros.  A guerra na fonteira oriental do Império Bizantino diminuíram por alguns anos, recomeçando apenas em 948. Inicialmente, os bizantinos foram liderados pelo doméstico das escolas (comandante-em-chefe) Bardas Focas, o Velho, mas embora foi capaz o suficiente como comandante subordinado, seu mandato como comandante-em-chefe provou-se um fracasso. Em 948–950, os bizantinos conseguiram alguns sucessos, saqueando as fortalezas fronteiriças de Adata e Marache. O segundo filho de Bardas, Leão, distinguiu-se nesses anos, especialmente em novembro de 950, quando emboscou Ceife Adaulá, que antes derrotou seu pai em batalha, num passo montanhoso; Ceife perdeu 8 000 homens e por pouco conseguiu escapar.
Ceife Adaulá, no entanto, rejeitou as ofertas de paz dos bizantinos e continuou seus raides. Mais importante, preparou-se para restaurar suas fortalezas fronteiriças na Cilícia e norte da Síria, incluindo Marache e Adata. Bardas Focas repetidamente tentou impedi-lo, mas foi derrotado todas as vezes, inclusive perdendo seu filho mais jovem, Constantino, que foi capturado. Em 955, os fracassos de Bardas levaram a sua substituição por seu filho mais velho, Nicéforo. Sob a liderança capaz de Nicéforo, Leão e seu sobrinho João Tzimisces, a balança começou a pender contra os hamadânida. Em 956, Tzimisces emboscou Ceife Adaulá, mas o exército hamadânida, lutando em meio a chuvas torrenciais, conseguiu repelir os bizantinos; ao mesmo tempo, contudo, Leão derrotou e capturou Apolaseir, um primo de Ceife Adaulá, próximo de Dolique. A cidade de Adata foi saqueada novamente em 957, e Samósata em 958, depois do que Tzimisces conseguiu uma grande vitória sobre Ceife Adaulá. Em 959, Leão invadiu através da Cilícia para Diar Baquir e voltou à Síria, deixando um rastro de destruição atrás dele.

## Invasão e emboscada

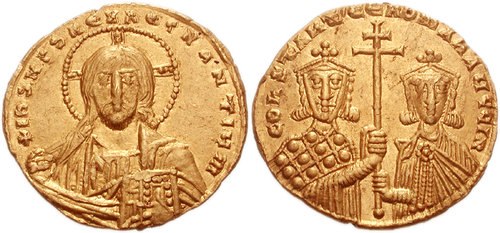
Soldo de r. e seu filho r.

Temas em 950. O Tema da Capadócia está ao centro da Ásia Menor, ao noroeste de Tarso

Zona fronteiriça árabe-bizantina

No começo do verão de 960, Ceife Adaulá viu uma oportunidade de reverter seus revezes recentes e restabelecer sua posição: as melhores tropas do exército bizantino, e o doméstico Nicéforo Focas, deixaram o fronte oriental para uma expedição contra o Emirado de Creta. A missão de confrontar o emir recaiu sobre Leão Focas, que segundo os cronistas bizantinos foi nomeado como doméstico do Ocidente após a ascensão de Romano II em novembro de 959 (com Nicéforo sendo nomeado doméstico do Oriente) e a pouco derrotou um raide magiar na Trácia em um audaz ataque noturno em seu acampamento. O cronista árabe cristão do século XI Iáia de Antioquia, contudo, relata que Leão foi nomeado doméstico do Oriente, e que permaneceu no fronte oriental em 859-960, liderando raides nos domínios hamadânidas até a invasão de Ceife Adaulá.
Como líder de uma força de cavalaria — os números relatados nas fontes varia de 3 000 a 30 000 — Ceife Adaulá invadiu o território bizantino, e avançou sem oposição até tão longe quanto a fortaleza de Carsiano, capital do tema homônimo. Lá, ele e seu exército saquearam a fortaleza e massacraram a guarnição; eles pilharam e incendiaram a região circundante e seus assentamentos e levaram muitos prisioneiros. Próximo ao fim do outono, Ceife Adaulá finalmente começou sua viagem e volta levando muito butim e prisioneiros. O historiador bizantino contemporâneo Leão, o Diácono dá um relato vívido do príncipe hamadânida, que, exaltado pelo sucesso de seu raide e cheio de auto-confiança, acelerou para frente e para trás ao lado de suas tropas a cavalo, uma égua "de extraordinário tamanho e velocidade", jogando para o alto sua lança e pegando-a novamente com impressionante destreza.
No meio tempo, Leão Focas, pesadamente superado pelo exército árabe, decidiu confiar novamente em suas táticas de emboscada, e ocupou uma posição na retaguarda árabe, esperando seu retorno. Leão se reuniu com as forças restantes das províncias adjacentes, incluindo o Tema da Capadócia sob seu estratego, Constantino Maleíno, e ocupou o passo estreito de Cilindro nos montes Tauro orientais. As tropas bizantinas ocuparam o forte local, e esconderam-se ao longo dos lados íngremes do passo. Segundo cronista árabe Abulféda, isso era o mesmo passo que Ceife Adaulá cruzou ao começar sua expedição, e muitos de seus comandantes aconselharam-o contra usá-lo no retorno; no entanto, o príncipe hamadânida, confiante de sua habilidade e julgamento, se recusou a ouvir qualquer conselho, procurando conseguir para si toda a glória da expedição.
Em 8 de novembro de 960, o exército hamadânida entrou no passo, onde, segundo Leão, o Diácono, "tiveram que se agrupar em lugares muito estreitos e difíceis, quebrando suas formações, e tiveram que cruzar a seção íngreme cada um da melhor maneira possível". Uma vez que toda a força árabe, incluindo seus trens e cativos, estava no passo, com a vanguarda já próximo do final sul, Leão Focas deu o sinal para o ataque. Com as trombetas tocando, os soldados bizantinos gritaram e atacaram as colunas árabes, ou jogaram pedras e troncos de árvores ladeira abaixo. A batalha subsequente foi um derrota completa. Muitos árabes foram mortos — Leão, o Diácono afirma que seus ossos ainda eram visíveis no sítio anos depois — e muitos mais foram feitos cativos — João Escilitzes escreve que foram levados tantos prisioneiros que as cidades e fazendas estavam cheias de escravos. Todos os cativos cristãos foram liberados e o butim recuperado, enquanto o tesouro e bagagem de Ceife Adaulá foram capturados. O príncipe hamadânida quase não conseguiu escapar; Teófanes Continuado alega que ele foi salvo quando um renegado bizantino, chamado João, deu-lhe seu próprio cavalo para escapar, enquanto Leão, o Diácono relata que ele jogou moedas de ouro e prata para trás para retardar seus perseguidores.
Segundo o cronista siríaco do século XIII Bar Hebreu, da grande expedição que ele reuniu, Ceife Adaulá retornou a Alepo com apenas 300 cavaleiros. Vários dos muitos líderes hamadânidas distintos caíram ou tornaram-se cativos nessa batalha. Algumas fontes árabes citam a captura dos primos de de Ceife Adaulá, Apolaseir e Abu Firas Hamadani, mas muitos cronistas e estudiosos modernos colocam esses eventos em ocasiões diferentes (em 956 para Apolaseir, e 962 para Abu Firas). o cádi de Alepo, Abu Huceine de Raca, foi levado prisioneiro ou caiu em batalha segundo relatos diferentes, enquanto Bar Hebreu também relata as mortes dos comandantes "Hamide ibne Namus" e "Muça-Saia Cã". Leão Focas libertou os prisioneiros bizantinos após dar-lhes provisões, e levou o butim e os prisioneiros árabes para Constantinopla, onde celebrou um triunfo ao Hipódromo. De fato, a Batalha de Andrasso fez uma profunda impressão entre os contemporâneos, provocando explosões de celebração no império, e tristeza e lamento nas cidades sírias; é mencionada por todos as fontes históricas do período, e confirmada no tratado bizantino contemporâneo Sobre Escaramuças como um dos exemplos principais de uma emboscada bem-sucedida.

## Rescaldo
Após o desastre, Ceife Adaulá precisava de tempo para recuperar sua força, mas logo Nicéforo Focas retornou vitorioso de Creta no verão de 961, recomeçou a ofensiva no Oriente. Os bizantinos capturaram Anazarbo na Cilícia, e seguiram uma deliberada política de devastação e massacre para remover a população muçulmana. As tentativas de Ceife Adaulá para frear o avanço bizantino na Cilícia falharam, e Nicéforo, com um exército de relatados 70 000 homens, tomou Marache, Sisium, Dolique e Mambije, assegurando os passos ocidentais sobre os montes Antitauro. Ceife Adaulá enviou seu exército ao norte sob Nadja para encontrar os bizantinos, mas Nicéforo ignorou-os. De fato, o general bizantino levou suas tropas ao sul e em meados de dezembro, subitamente apareceram diante de Alepo. Lá, derrotaram um exército improvisado diante das muralhas da cidade. Os bizantinos atacaram a cidade e saquearam-a, exceto a cidadela, que continuou a resistir. Os bizantinos partiram no começo de 963, tomando boa parte da população consigo como cativa.
Em 963, após a morte do imperador Romano II, Nicéforo virou sua atenção à luta de poder que viu-o ascender o trono imperial. As derrotas nos anos anteriores, e particularmente a ocupação de Alepo, provocaram um grande golpe no poder e autoridade de Ceife Adaulá. Ao mesmo tempo, o príncipe hamadânida também sofreu de declínio físico, com o início da hemiparesia, bem como o agravamento de distúrbios intestinais e urinários, que confinaram-o a uma liteira. A doença limitou a habilidade de Ceife Adaulá para intervir pessoalmente nos assuntos de seu Estado; ele logo abandonou Alepo a cargo de seu camareiro, Carcuia, e passou a maior parte dos seus últimos anos em Maiafarquim, deixando seus tenentes seniores para lidar com o fardo da guerra contra os bizantinos e as várias rebeliões que cada vez mais ocorreram em seus domínios.
No outono de 964, Nicéforo, agora imperador, fez campanha no Oriente. Mopsuéstia foi sitiado e resistiu, mas Nicéforo retornou no ano seguinte, invadiu a cidade e deportou seus habitantes. Em 16 de agosto de 965, Tarso foi cercada por seus habitantes. A Cilícia tornou-se uma província bizantina, e Nicéforo recristianizou-a. Em meio a rebeliões e raides bizantinos tão longe quanto a Jazira, Ceife Adaulá morreu em Alepo em fevereiro de 967. Seu filho e sucessor Sade Adaulá, enfrentou constante tumulto interno, e ele não assegurou sua própria capital até 977. Por esse tempo, o Emirado de Alepo estava quase sem poder e tornou-se zona de contenção entre bizantinos e o novo poder do Oriente Médio, o Califado Fatímida do Egito.